# Línea 63 (Buenos Aires)

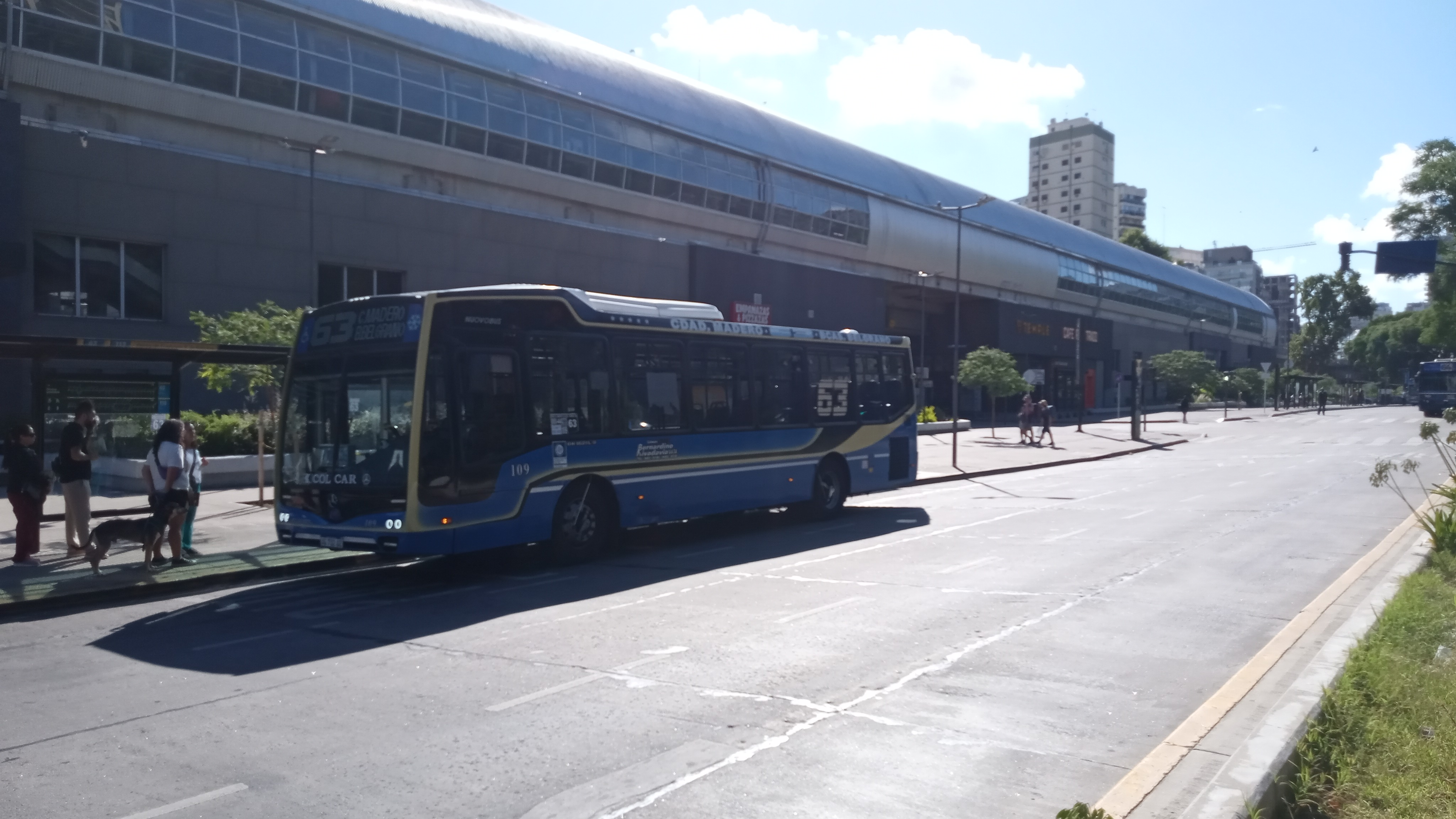
Unidad del Colectivo 63 circulando por Av. Virrey Vértiz, en el barrio de Belgrano, Buenos Aires, Argentina.

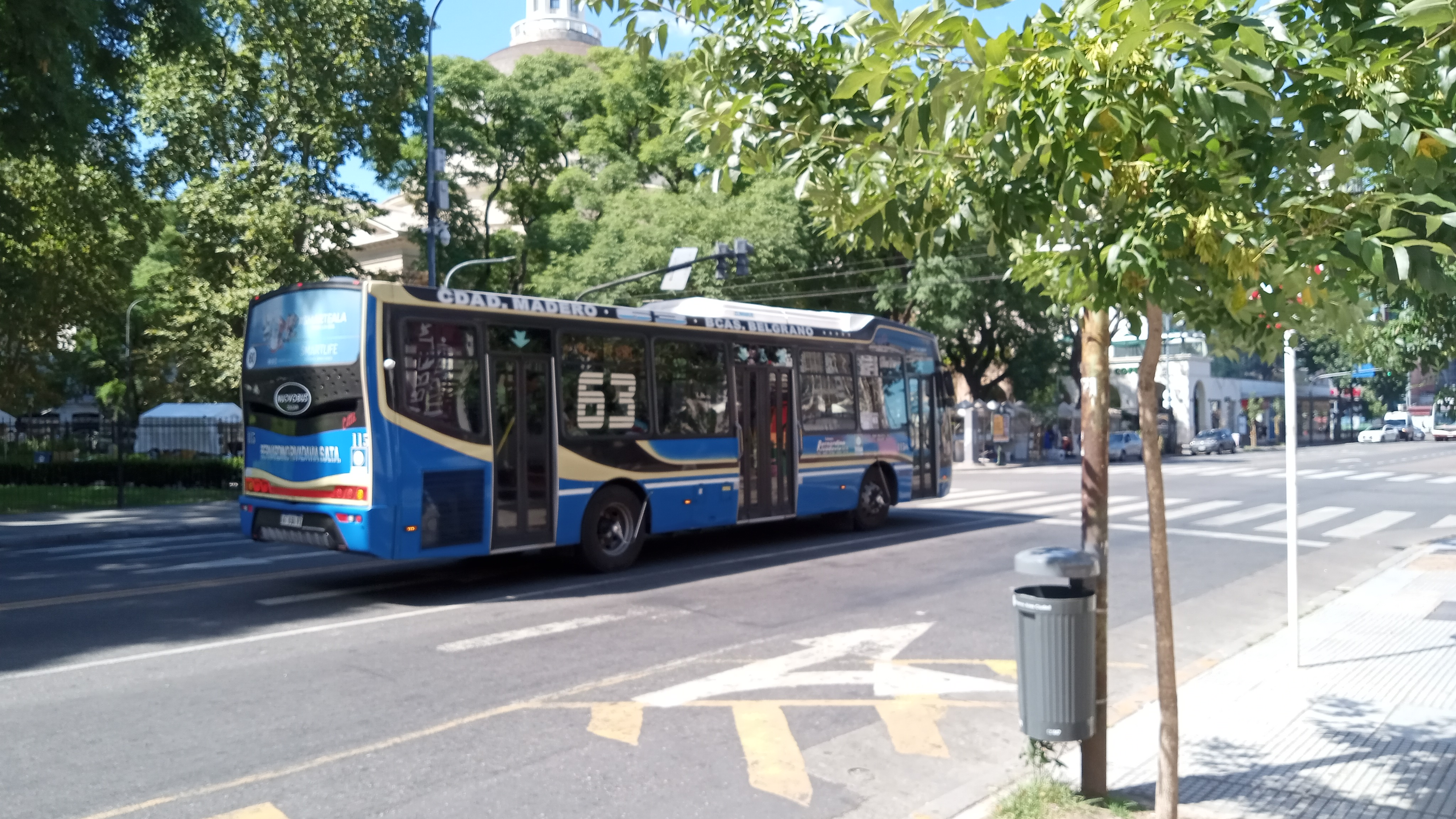
Unidad del Colectivo 63 circulando por Av. Juramento, en el barrio de Belgrano, Buenos Aires, Argentina.

La línea 63 es una línea de colectivos del Área Metropolitana de Buenos Aires. Su trayecto se extiende desde la zona de Barrancas de Belgrano, en el barrio de Belgrano, hasta la localidad de Ciudad Madero, en el Partido de La Matanza.

## Recorrido

### Ramal 1 X RIGLOS
- IDA

Desde Av. Virrey Vértiz entre Echeverría y Av. Juramento por ésta, Av. Cabildo, Av. Federico Lacroze, Av.Guzmán, Av. Elcano, Av. del Campo, Av. Garmendia, Osorio, Av. Warnes, Av. Manuel Ricardo Trelles, Espinosa, Av. Álvarez Jonte, Av. Nazca, Av. Rivadavia, Medina, White, Rafaela, Homero, Av. Juan Bautista Alberdi, Pilar, Severo García Grande de Zequeira, Av. Dr. Lisandro de la Torre, Av. de los Corrales, cruce Av. Gral. Paz, Lisandro de la Torre, Av. Gral. San Martín, Pedro de Mendoza, Pedernera, Agüero, Av. Vélez Sársfield hasta al 800, entrando a su terminal. 
- REGRESO

Desde Av. Vélez Sársfield, Giribone, Evita, Junín, Av. Vélez Sarsfield, Av. Gral. San Martín, Pedernera, Aráoz, Cabildo, Av. Gral. San Martín, Salguero, Panamá, Polonia, Av. Gral. Paz, cruce Av. Gral. Paz, Av. de los Corrales, Av Dr. Lisandro de la Torre, Av. Juan Bautista Alberdi, Av. Bruix, Bragado, White, Cajaravilla, Mozart, Av. Rivadavia, Quirno, Ramón L. Falcón, Av. San Pedrito, su continuación Av. Nazca, Adolfo P. Carranza, Gavilán, Juan Agustín García, Av. Warnes, Av. Garmendia, Av. del Campo, Av. Elcano, Av. Guzmán, Av. Corrientes Sur, Maure, Av. Corrientes Norte, Av. Federico Lacroze, Av. Cabildo, Av. Juramento, Zavalía, Echeverría, Av. Virrey Vértiz hasta Av. Juramento.

### Ramal 2 X PAGOLA
- IDA

Desde Av. Virrey Vértiz entre Echeverría y Av. Juramento por ésta,Av. Cabildo, Av. Federico Lacroze, Av.Guzmán, Av. Elcano, Av. del Campo, Av. Garmendia, Osorio, Av. Warnes, Av. Manuel Ricardo Trelles, Espinosa, Av. Álvarez Jonte, Av. Nazca, Av. Rivadavia, Medina, White, Rafaela, Homero, Av. Juan Bautista Alberdi, Pilar, Severo García Grande de Zequeira, Av. Dr. Lisandro de la Torre, Av. de los Corrales, cruce Av. Gral. Paz, Lisandro de la Torre, Panamá, Cnel. Pagola, Av. Gral. San Martín, Pedro de Mendoza, Pedernera, Agüero, Av. Vélez Sársfield hasta al 800, entrando a su terminal. 
- REGRESO

Desde Av. Vélez Sársfield, Giribone, Evita, Junín, Av. Vélez Sarsfield, Av. Gral. San Martín, Pedernera, Araoz, Cabildo, Av. Gral. San Martín, Cnel. Pagola, Larrea, Salcedo, Paso, Polonia, Av. Gral. Paz oeste, cruce Av. Gral. Paz, Av. de los Corrales, Av Dr. Lisandro de la Torre, Av. Juan Bautista Alberdi, Av. Bruix, Bragado, White, Cajaravilla, Mozart, Av. Rivadavia, Quirno, Ramón L. Falcón, Av. San Pedrito, su continuación Av. Nazca, Adolfo P. Carranza, Gavilán, Juan Agustín García, Av. Warnes, Av. Garmendia, Av. del Campo, Av. Elcano, Av. Guzmán, Av. Corrientes Sur, Maure, Av. Corrientes Norte, Av. Federico Lacroze, Av. Cabildo, Av. Juramento, Zavalía, Echeverría, Av. Virrey Vértiz hasta Av. Juramento.

## Siniestros
- Marzo de 2018: un interno de la línea 63, protagonizó un triple choque con otros dos ómnibus, en el barrio de Colegiales.[3]